# Philharmonique de Łódź

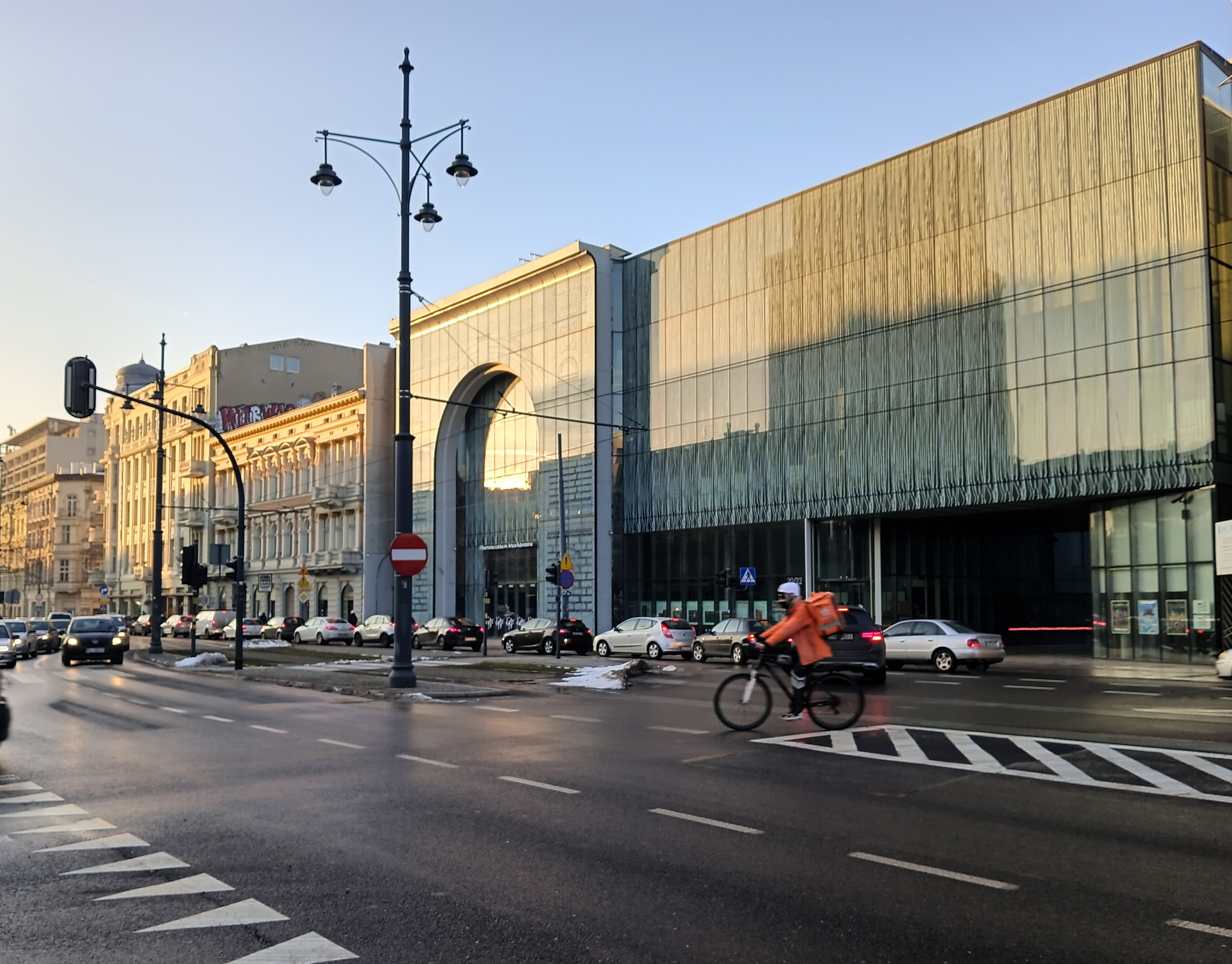
La salle de concert Łódzki Dom Koncertowy où se produit l'orchestre (2025)

Le Philharmonique de Łódź Arthur Rubinstein (en polonais: Filharmonia Łódzka im. Artura Rubinsteina) est un orchestre symphonique basé à Łódź, en Pologne.
Il est fondé en 1915 par le compositeur et chef d'orchestre Tadeusz Mazurkiewicz ainsi que le professeur de violoncelle et libraire Gotliba Teschnera. Les deux hommes organisent l'orchestre initialement comme un ensemble temporaire dans l'idée de reverser les bénéfices aux musiciens  indigents ; il est alors composé de 60 musiciens, professionnels et amateurs. L’enthousiasme du public pour ces concerts altruistes est tel que l'orchestre attire l’attention de l'industriel Karol Wilhelm Scheilbler, qui décide de soutenir financièrement l'orchestre et lui permet ainsi de devenir un ensemble permanent ; Mazurkiewicz est alors nommé chef d'orchestre attitré. En 1934 l'orchestre cesse ses représentations pour reprendre néanmoins quelques années plus tard en 1938 ; la Seconde Guerre mondiale marque une seconde pause temporaire dans l'activité de l'ensemble qui renoue avec les concerts en 1945.
Il a été renommé en 1984 Philharmonique de Łódź Arthur Rubinstein en l'honneur du célèbre pianiste polonais - Łódź est en effet la ville natale de Rubinstein.
Aujourd'hui, l'orchestre siège au Łódzki Dom Koncertowy, une salle de concert destinée à l'orchestre et inaugurée en 2004. Le chef d'orchestre Lech Dzierżanowski est désigné directeur général et artistique depuis 2007.